# Miss Italia 1986

Roberta Capua

Barbara Borghesi, Roberta Capua, Helena Sanson e Kika Loris

Barbara Florean

Le partecipanti

Miss Italia 1986 si è svolta a Salsomaggiore Terme in tre serate: il 29, il 30 e il 31 agosto 1986. Il concorso è stato condotto da Corrado Tedeschi e Marco Columbro, in differita da Salsomaggiore Terme su Italia 1, con la direzione artistica di Enzo Mirigliani e l'organizzazione di Mirigliani con la collaborazione del gruppo Fininvest. Presidenti della giuria artistica sono Dino Villani e Carlo Bernasconi con Michele Placido, Maurizio Costanzo, Oriella Dorella e Carmen Russo, la vincitrice del concorso è la diciottenne Roberta Capua di Napoli.

## Risultati
| Risultato finale    | Concorrente          |
| ------------------- | -------------------- |
| Miss Italia 1986    | - – Roberta Capua    |
| Miss Eleganza       | - – Helena Sanson    |
| Miss Cinema         | - – Barbara Borghesi |
| Miss Modella Domani | - – Kika Loris       |
| Miss Computer       | - – Barbara Florean  |

## Concorrenti
1) Loredana Semeraro (Miss Piemonte)

2) Rinuccia Gloda (Miss Valle d'Aosta)

3) Roberta Capua (Miss Trentino-Alto Adige)

4) Arianna Povellato (Miss Veneto)

5) Vanessa Fenga (Miss Friuli Venezia Giulia)

6) Rosanna Piturru (Miss Liguria)

7) Annamaria Colla (Miss Emilia)

8) Simonetta Malfagia (Miss Umbria)

9) Lucia Masoni (Miss Toscana)

10) Iva Pavoni (Miss Marche)

11) Cecilia Luci (Miss Lazio)

12) Jacqueline Montanari (Miss Puglia)

13) Monica Antonacci (Miss Campania)

14) Claudia Maio (Miss Sicilia)

15) Vanessa Carrettucci (Miss Roma)

16) Simona Ventura (Miss Muretto d'Alassio)

17) Elisabetta Tomatis (Miss Cinema Valle d'Aosta)

18) Rosanna Olmo (Miss Cinema Piemonte)

19) Eleonora Tresoldi (Miss Cinema Liguria)

20) Samantha Dell'Acqua (Miss Cinema Abruzzo)

21) Mirella Storti (Miss Cinema Lazio)

22) Ester Galifi (Miss Cinema Calabria)

23) Sebastiana Costanzo (Miss Cinema Sicilia)

24) Tiziana Piretta (Selezione Fotografica)

25) Barbara Borghesi (Selezione Fotografica Lombardia)

26) Luisa Bonissi (Miss Eleganza Liguria)

27) Michela Vittoria Brambilla (Miss Eleganza Emilia)

28) Giovanna De Pasquale (Miss Eleganza Toscana)

29) Federica Antonucci (Miss Eleganza Marche)

30) Doriana Barision (Selezione Eleganza Lazio)

31) Lara Cecchini (Miss Eleganza Puglia)

32) Santina Mercuri (Miss Eleganza Calabria)

33) Helena Sanson (Selezione Fotografica Valle d'Aosta)

34) Cristiana Furlan (Selezione Fotografica)

35) Kika Loris (Selezione Fotografica Trentino-Alto Adige)

36) Cristina Sartori (Selezione Fotografica)

37) Roberta Iachini (Selezione Fotografica)

36) Deana Todeschini (Selezione Fotografica)

37) Manuela Mezzadri (Selezione Fotografica)

38) Rossana Vezzani (Selezione Fotografica)

39) Sabrina Salvatore (Selezione Fotografica, classificata terza)

40) Angela Donvito (Selezione Fotografica)

41) Irene Milazzo (Selezione Fotografica)

42) Lorenza Serena (Selezione Fotografica)

43) Alessandra Lucinelli (Selezione Fotografica)

44) Margherita Amatulli (Selezione Fotografica)

45) Delia Daoli (Selezione Fotografica)

46) Katuiscia Manfredi (Selezione Fotografica)

47) Consuelo Bellini (Selezione Fotografica)

48) Cristina Bioli (Selezione Fotografica)

49) Gianna Gangioli (Selezione Fotografica)

50) Daniela Donders (Selezione Fotografica)

51) Antonella Di Vanno (Selezione Fotografica)

46) Enrica Patanè (Ragazza in Gambissime Lazio)

47) Laura Terranova (Ragazza in Gambissime Sicilia)

48) Cinzia Sebastiani (La Bella italiana all'estero)

49) Barbara Florean (Selezione Fotografica Calabria)